# Våld
För andra betydelser, se Våld (olika betydelser).
| Våld (Övergrepp) |
| --- |
| Våld i illustration av J. J. Grandville, 1845 - Betydelse – fysisk kraft eller tvång som påtryckningsmedel eller bestraffning - Risker – fysisk eller psykisk skada - Relaterade ord – förnedring (psykiskt våld), hot, missbruk (se även maktmissbruk) |

Våld är en användning av fysisk kraft som påtryckningsmedel eller som bestraffning. Det är en aggressionshandling som ofta övergår i misshandel, kan ge medicinsk skada och innebär en form av övergrepp. Påtryckning genom utnyttjande av makt i allmänhet (maktmissbruk, en form av missbruk) kallas tvång, och i överförd bemärkelse kan våld syfta på en extraordinär användning av kraft i hanteringen av föremål eller olika processer. Definitionen psykiskt våld används ibland för att förklara begreppet förnedring.
I de allra flesta länder är det olagligt för civilpersoner att uppsåtligen tillfoga en annan människa skada. Inom juridiken omfattar de olika våldsbrotten i allmänhet brott som misshandel, mord, dråp, våldtäkt, rån och våld mot tjänsteman. Med våld avses som regel också handlingen att avsiktligt tillfoga en annan människa psykisk, emotionell eller social skada.
Maktmissbruk i en relation kan inkludera eller leda till fysiskt våld (se våld i nära relationer). Detta kan bland annat ske som sexuella övergrepp. En vuxens sexuella samvaro med ett barn är alltid ett sexuellt övergrepp och kan ibland juridiskt definieras som sexuellt utnyttjande av barn.
I vissa situationer är användning av tvång eller våldsam kraft accepterat eller lagligt, och handlingen brukar då inte definieras som våld. Detta inkluderar situationer där alla inblandade samtyckt till handlingen (exempelvis genom medverkan i kampsport eller rollspel av typen BDSM), om det skett i självförsvar (som nödvärn), eller för att rädda någons liv (se nöd). Omotiverat våld kan då beskrivas som övervåld.

## Våld som rekvisit för brott
Våld är i svensk rätt ett rekvisit, ett krav, för att vissa typer av brott ska anses ha ägt rum. De brott som har våldsrekvisit är:
- rån, som innebär att någon stjäl med hjälp av våld eller hot om våld
- misshandel, som innebär att tillfoga en annan person kroppsskada, sjukdom eller smärta eller försätta någon i vanmakt
- våld mot tjänsteman, som innebär att med våld eller hot om våld förgripa sig mot någon i dennes myndighetsutövning.

För brott som mord, dråp eller våldtäkt krävs inte att våld har använts för att det ska vara ett brott, även om det givetvis ofta används. Det krävs inte heller vid misshandel men kan ingå.
En annan våldsliknade handling är våldsamt motstånd. Gärningsmannen har då som avsikt att komma loss eller försvåra för tjänstemannen vid exempelvis ett frihetsberövande. Den straffbara handlingen kan bestå i att gärningsmannen kraftfullt spjärnar emot eller slår och viftar omkring sig med armarna. Även om slagen råkar träffa tjänstemannen är gärningsmannens uppsåt inte att misshandla denne utan att komma loss. Brottet brukar inte betecknas som våldsbrott, även om våld ibland ingår i gärningen.
Ett våldsamt uppträdande behöver inte innebära våld. Det finns våldsliknande handlingar som exempelvis när någon rycker i någon, eller knuffar någon. Men om sådana handlingar inte når graden för misshandel, och exempelvis framkallar smärta, betraktas sådana handlingar ofta som ofredande.

## Risk- och skyddsfaktorer

### I psykiatrin
Risken för våld kan definieras som en kombination av inre riskfaktorer hos den som utövar våld samt yttre, situationsspecifika omständigheter. I en översikt om våld i psykiatri befanns inre faktorer vara bland annat tidigare våldsamt beteende, drog- eller alkoholpåverkan, sömnbrist, avbruten antipsykotisk medicinering och förvirring. Yttre faktorer var i samma översikt  trånga utrymmen, hög rumstemperatur eller stressad och upprörd personal. Begreppet "farlig situation" förespråkas hellre än "farlig patient", vilket underlättar att identifiera och åtgärda yttre riskfaktorer.
Att tidigare själv ha blivit utsatt för våld är en signifikant riskfaktor för att begå våldshandlingar. Aggressivt beteende inom föregående månad ökar risken, men kopplingen till våldshandling tidigare i livet saknar lika starkt stöd. Psykotisk sjukdom som diagnostiserats sent i livet; diagnostiserad schizofreni; samt narkotikabruk bedöms vara riskfaktorer för våldsbenägenhet. Andra mindre signifikanta riskfaktorer är ökad ålder, manligt kön och tidigare boendestöd.

### Barn och unga
Riskfaktorer som fanns i en systematisk översikt av översikter för våld bland unga var egen erfarenhet av barnmisshandel och konflikter i hemmet, bristande skolgång och att ha bristande förmåga till moraliska bedömningar. Samma översikt fann bland annat att anknytning och stöd från föräldrar utgjorde skyddsfaktorer mot våld och kriminalitet.

## Definitioner och laglighet

### Definitioner
Det mångtydiga begreppet våld kan definieras på ett antal olika sätt, i regel i samband med en handling som syftar till att tillfoga skada. Begreppet våld definieras av Världshälsoorganisationen som "avsiktlig användning av fysisk kraft mot sig själv, en annan person eller grupp eller samhälle, vilken resulterar eller med stor sannolikhet resulterar i skada, död, psykisk skada, vanutveckling eller förlust av kroppsdel". En annan definition inom samhällsvetenskapen är "en handling med syfte att skada en annan levande varelse som motiveras av att förhindra denna handling". Ytterligare definitioner av våld (engelska: violence) är:
- våldsamt beteende med syfte att skada eller döda någon
- fysisk eller känslomässig kraft eller energi

I det senare fallet handlar det om våld i överförd eller abstrakt bemärkelse, där man "kan begå våld (på sig själv)", "uttrycka sig våldsamt" eller handla med "våldsam kraft". Här markeras kraften och styrkan i handlingen, snarare än att det syftar till att skada någon. Denna svagare och överförda betydelse finns även hos engelskans violence.
Svenska Socialstyrelsen pratar i sina definitioner om våld både som olagliga och olagliga handlingar, och ofta men en relation till utsatthet. Våld kan utifrån denna utvidgade definitionsram inkluderar nedsättande kommentarer och ekonomiskt utnyttjande, liksom försummelse och isolerande från familj och vänner. Enligt Socialstyrelsen kan våld vara av tre olika slag:
- Psykiskt våld: förnedrande och förlöjligande tal, hån, hotelser, tvång och trakasserier, kontroll och social isolering
- Fysiskt våld: örfilar, knytnävsslag, slag med vapen, knivstick, sparkar, stryptag etc
- Sexuellt våld: sexuellt påtvingade handlingar (inklusive tvingad konsumtion av pornografi, samlag utan samtycke, sexuella trakasserier, sexuellt språkliga kränkningar)

### Våld i vissa situationer
I vissa situationer kan våldsanvändning motivera ansvarsfrihet. Man får använda våld för att försvara sig (och även komma andra till hjälp), mot vissa brottsliga angrepp på person eller egendom eller mot så kallade intränglingar (vid olaga intrång eller hemfridsbrott). Den sortens våld kallas nödvärn (BrB 24:1). En viss rätt till legal våldsanvändning finns möjligen också för den som handlar i nöd (BrB 24:4). 
Dessutom har envar rätt att under vissa omständigheter gripa (Rb 24:7) en person som begår brott. Då kan våld komma till användning för att betvinga ett eventuellt motstånd. Den sortens våld kallas ”laga befogenheten” och återfinns i (BrB 24:2).

### Acceptans av visst våld
| Kampsporter, BDSM och våldspornografi är tre våldsamma aktiviteter som är legala i många länder. |  | Kampsporter, BDSM och våldspornografi är tre våldsamma aktiviteter som är legala i många länder. |
| Kampsporter, BDSM och våldspornografi är tre våldsamma aktiviteter som är legala i många länder. |  |                                                                                                  |

Samhället kan till en viss grad godta handlingar motsvarande våld eller tvång, om någon frivilligt accepterar en sådan handling riktad mot sig. Sådan acceptans kan vanligen finnas i samband med idrottsutövning, exempelvis boxning eller ishockey. Den här typen av acceptans inom idrotten antas gå under ansvarsfrihetsgrunden samtycke, det vill säga att deltagarna automatiskt anses ha samtyckt till ett visst mått av våld/fysisk kraft så länge det sker inom gällande regelverk (enligt principen om social adekvans). Detta gör att ringa misshandel, exempelvis motsvarande en örfil, en knuff, en lättare spark, eller att slita i någons kläder kan vara tillåtet. Det inkluderar dock inte knytnävsslag eller fysisk kraft som ger sår eller bestående skada. Misshandeln är också straffbar om en boxare sparkar sin motståndare i skrevet eller om en ishockeyspelare avsiktligt drämmer klubban i nacken på en annan spelare. 
I svensk lag är sexuellt våld förbjudet att skildra och sprida sedan 1989, vilket gör spridning av våldspornografi olaglig i Sverige. Lagen behandlar ett yttrandefrihetsbrott men har i den internationaliserade Internetåldern sällan kommit till användning. Den svenska lagen gör ingen skillnad på om deltagarna i aktiviteten samtyckt till det fysiska maktutbytet eller ej utan riktar in sig på de potentiellt negativa effekterna för konsumenten (jämför underhållningsvåld). 
Likaså är det ofta tillåtet med samtyckt utövande av fysisk kraft i olika typer av sexuell samvaro, som i BDSM-lekar. Även psykiskt våld i form av förnedrande handlingar ingår då ofta i våldsbegreppet. Ibland betraktas våldsamma handlingar inom BDSM-kulturen som något annat än våld, eftersom handlingarna förutsätter samtycke och kommunikation. I sexuella rollspel används dock på engelska begreppet consensual non-consent (CNC; 'samtyckt icke-samtycke') för situationer där våld, tvång och/eller förnedring är del av den sexuella och samplanerade leken.

### Statens våldsutövning

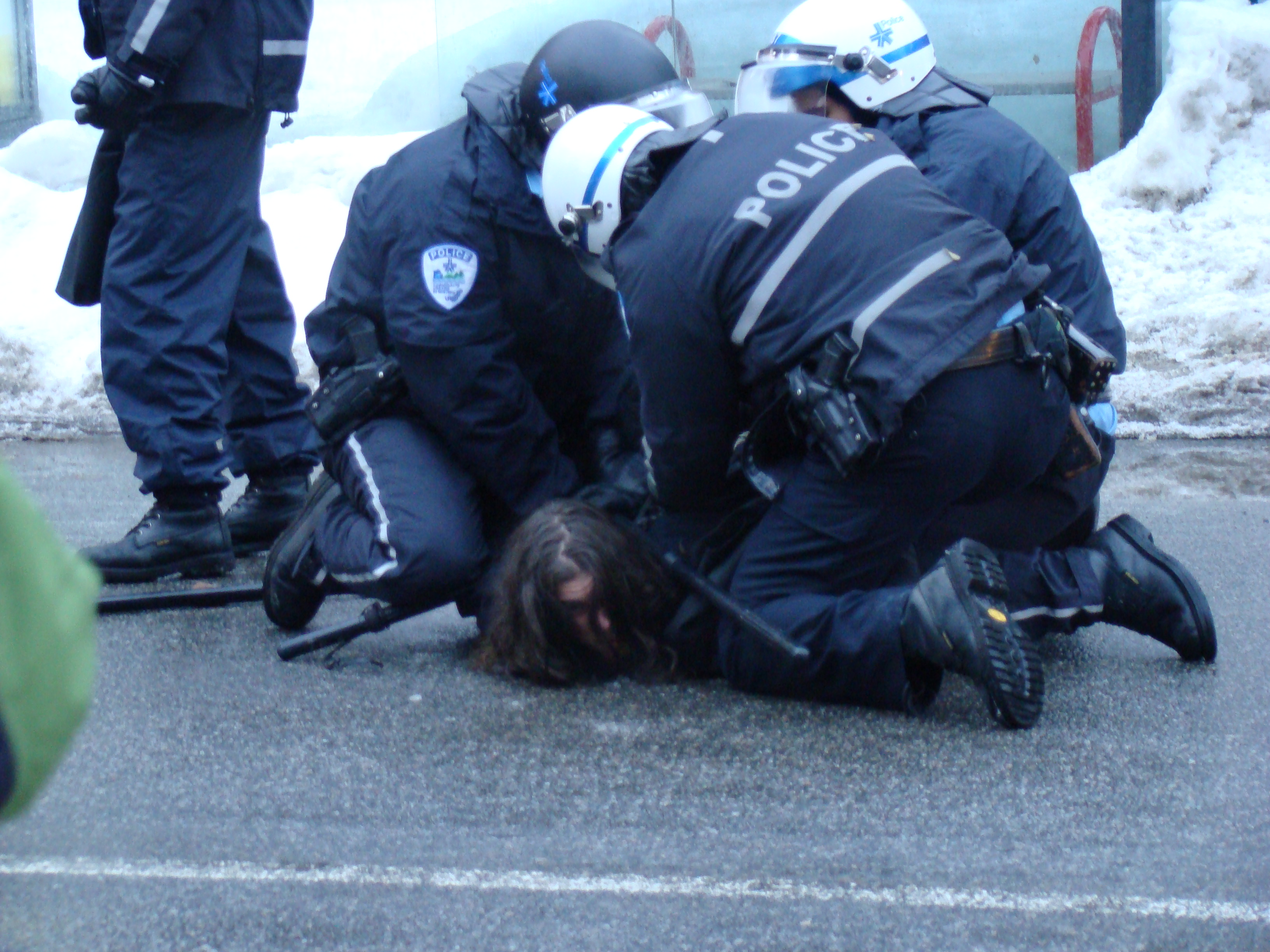
Statens våldsmonopol hanteras bland annat av polisen.

Det är heller inte olagligt att tillfoga någon skada om det sker i krig och under krigets lagar. I allmänhet har också staten rätt att utöva våld, om det finns ett skyddsvärt intresse och hänsyn tas till proportionalitetsprincipen. Denna typ av våld är inte laglig om enskilda medborgare utövar det, vilket brukar kallas att staten har våldsmonopol.
En stat har i allmänhet gett sig rätt att utöva våld för att skydda viktiga sådant som staten anser är skyddsvärda intressen. I demokratiska stater kan det handla om intressen som statens säkerhet, folkhälsan och demokratin. I dessa stater måste staten också i de fallen respektera proportionalitetsprincipen, det vill säga att det våld som används får inte gå utöver det som är nödvändigt med hänsyn till ändamålet. Denna typ av statligt våld är inte lagligt om enskilda medborgare utövar det, utan att representera staten, vilket brukar kallas att staten har våldsmonopol.

### Våld som inte är våldsbrott
Man kan ibland se begreppet ”våld mot egendom” exempelvis i uttryck som: ”För att vi skulle komma in genom dörren var vi tvungna att använda våld.” Detta är att anse som skadegörelse och har inget med våldsbrott i juridisk bemärkelse att göra. I Rikspolisstyrelsens kommentar från 1999 till polislagen (1984:387) 10 §, har man helt flyktigt, berört det som man kallar för ”våld mot egendom” och beskriver det så här: ”I princip avses en åtgärd som är ägnad att åstadkomma åverkan eller som annars sker med våldsamma medel.” Att angripa egendom kan alltså ske med våldsamma medel men är inte ur juridisk synpunkt att anse som våld utan som en åtgärd att åstadkomma åverkan, det vill säga skadegörelse.
Det kan inte anses som en våldshandling om ett djur självständigt angriper en människa. Ett sådant angrepp kan därför inte mötas med nödvärn, se brottsbalken kapitel 24, paragraf 1, eftersom nödvärn medger våldsanvändning endast för att skydda sig mot brottsliga handlingar och djur kan inte självständigt begå brottsliga handlingar. Om en sådan uppkommen situation hotar liv eller hälsa kan den dock innebära att den angripne får använda sig av våld och åberopa nöd som försvar för att man exempelvis skadat eller dödat någon annans hund.
Så kallade verbalinjurier (att skada någon genom ord och därigenom utsätta denne för psykiskt lidande) är inte heller att anse som våld, men kan under vissa omständigheter ändå vara straffbara.

## Olika typer

### Olika typer av våld i krig
Flera indelningar i typer av våld har gjorts av olika forskare. Den tyske forskare Jan Philipp Reemtsmaa menar att det i krigstillstånd finns tre typer av våld:
1. Lokativt våld – där människor röjts ur vägen för att de står i vägen för ens egna intressen.
2. Raptivt våld – där människor röjs ur vägen för att man vill tillskansa sig det de äger.
3. Autoteliskt våld – som handlar om att döda för dödandets egen skull.[26]

I en essäbok av sociologen David Wästerfors betraktas våld ur fyra synvinklar: våld som situation, våld som specialitet, våld som politik och våld som berättelse. Det handlar främst om fysiskt våld men även andra former berörs. 

### Sexualiserat våld

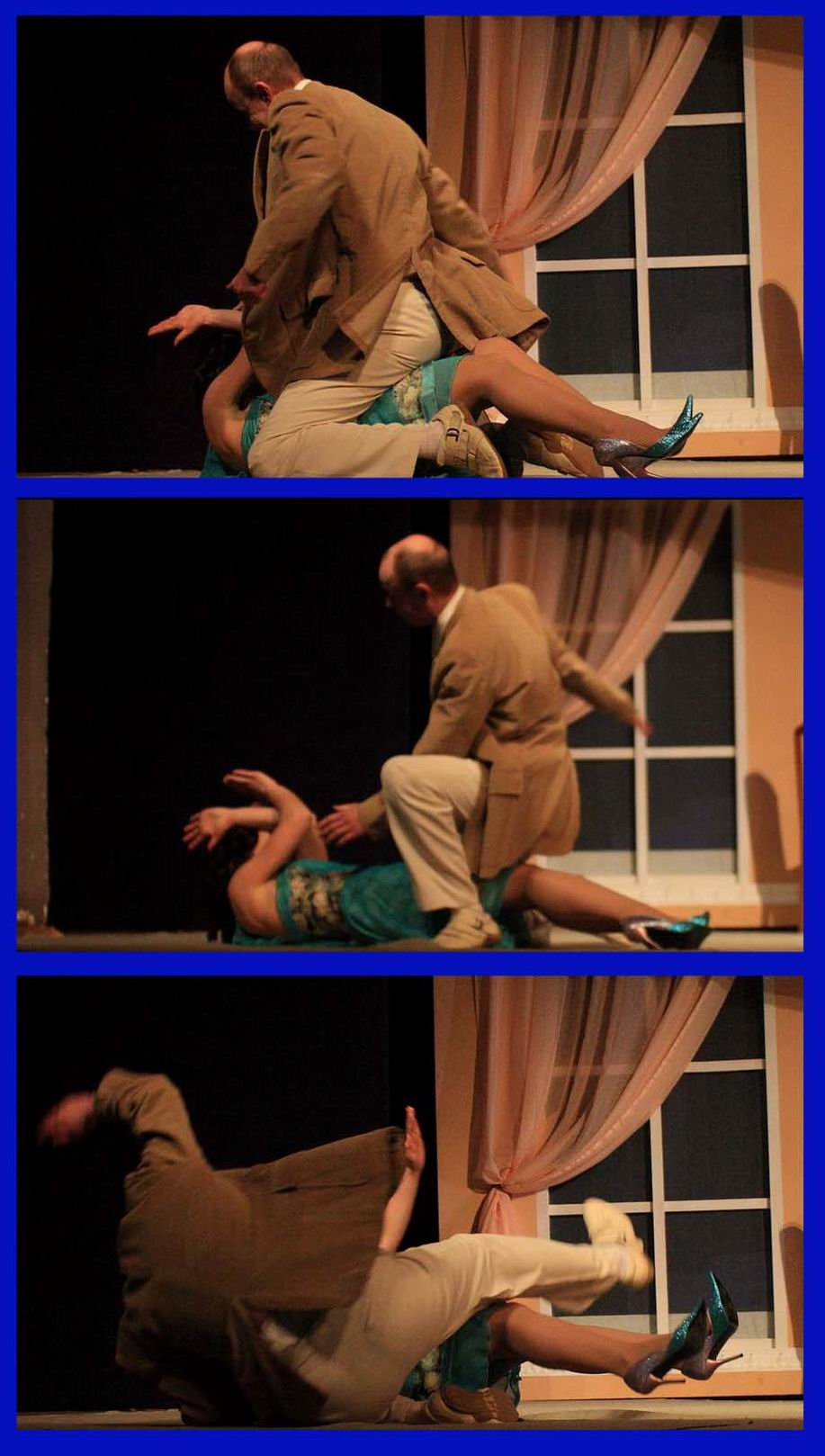
Scen i teaterpjäs, med våld i en nära relation.

Våld som sker i nära relationer benämns ibland som sexualiserat våld. Detta räknar in fenomen som kvinnomisshandel, våldtäkt och incest (åtminstone om minderåriga berörs). Enligt en del feministiska teorier kring mäns traditionella dominans och makt över kvinnor i patriarkatet inkluderas i våldsbegreppet även (viss) pornografi, prostitution och sexuella trakasserier. Konkret ses en mans misshandel av en kvinna som ett sätt att upprätthålla en dominans och kontroll över henne, och hon kan då tvingas foga sig i situationen och sitt beroende av mannen.
Samhällen med en större grad av jämställdhet antas ha mindre problem med kvinnomisshandel och andra typer av sexualiserat våld.

### Övriga typer
Våld i uppfostrande syfte kallas aga och är numera illegalt i många länder – inklusive Sverige. Att utöva övervåld mot ett djur kallas djurplågeri och är i vissa länder förbjudet, men brukar inte betraktas som våldsbrott.

## Förebyggande åtgärder
Våld och aggressionsincidenter inträffar ibland plötsligt och utan föregående varningstecken. Det vanligaste är dock att det är kulmen på långsam eller snabbare stegvis ökade oro, frustration, irritation och rastlöshet. Upprinnelsen kan också påverkas av vanföreställningar eller andra allvarliga psykiatriska symtom och stressande faktorer i exempelvis vårdmiljön. Förebyggande åtgärder är allting från vänligt bemötande till avancerade nedtrappningstekniker.
Det finns svagt vetenskapligt stöd och ytterligare forskning behövs för att utvärdera vilka åtgärder som är effektiva. De som visar återkommande mönster av våldsamhet och aggressivt beteende rekommenderas få möjlighet till stöd och kunskap om hur man själv kan förändra sitt beteende.

### Våld i nära relationer
När det gäller att upptäcka våld i nära relationer (VINR) har det funnits idéer om att hälso- och sjukvården respektive socialtjänsten rutinmässigt skulle kunna ställa frågor om våldsutsatthet. En systematisk översikt av forskningen om olika frågemetoder (så kallade screeninginstrument) har i Sverige granskats och kommenterats av SBU. Resultatet visar att några sådana metoder på ett tillförlitligt sätt identifierar VINR hos kvinnor. Däremot ger översikten inget stöd för att sådan screening i sig skulle minska risken för fortsatt VINR, eller minska fysisk och psykisk sjuklighet och dödlighet. Det går inte heller att bedöma om rutinmässiga frågor om VINR kan ha negativa effekter. Även om vissa screeningmetoder kan påvisa VINR, är det ovisst om det finns effektiva insatser som kan minska VINR och förbättra personernas liv och hälsa. Det är inte heller känt om det kan finnas negativa effekter av insatser som sätts in när VINR har identifierats genom screening.

## Vid psykisk sjukdom
Våld vid psykisk sjukdom kan drabba anhöriga, personen själv, sjukvårdspersonal eller allmänheten. Viss psykiatrisk sjukdom är kopplad till våldsbenägenhet. De flesta med psykisk sjukdom är aldrig våldsamma. Oftast ses stegvis ökad oro, frustration, irritation och rastlöshet innan våld uppstår, även om våld kan inträffa utan tidigare varningstecken. Denna upprinnelse kan ske som svar på vanföreställningar, allvarliga psykiska symtom och även stressande faktorer från vårdmiljö. Inom psykiatrisk vård förekommer både hot och fall av våld. Olika evidensbaserade sätt att hantera och förebygga våld finns och utnyttjas.